# Pereval Tioo-Asjuu
Pereval Tioo-Asjuu (ryska: Pereval Tëo-Ashuu, Перевал Тёо-Ашуу) är ett bergspass i Kirgizistan.   Det ligger i oblastet Tjüj Oblusu, i den centrala delen av landet, 90 km sydväst om huvudstaden Bisjkek. Pereval Tioo-Asjuu ligger 3 553 meter över havet.
Terrängen runt Pereval Tioo-Asjuu är bergig åt nordost, men åt sydväst är den kuperad. Pereval Tioo-Asjuu ligger uppe på en höjd. Runt Pereval Tioo-Asjuu är det ganska glesbefolkat, med 34 invånare per kvadratkilometer. Trakten runt Pereval Tioo-Asjuu består i huvudsak av gräsmarker.